# Калмен (аэропорт)
Аэропорт Фолсом-Филд (англ. Folsom Field), (FAA LID: 3A1) — коммерческий аэропорт, расположенный в девяти километрах к северу от города Калмен (округ Калмен, Алабама, США). Аэропорт находится в совместной собственности города Калмен и одноимённого округа.

## Операционная деятельность
Аэропорт Фолсом-Филд занимает площадь в 36 гектаров, расположен на высоте 295 метров над уровнем моря и эксплуатирует одну взлётно-посадочную полосу:
- 2/20 размерами 1676 х 30 метров с асфальтовым покрытием.

За период с 12 июля 2006 года по 12 июля 2007 года аэропорт Фолсом-Филд обработал 37 830 операций взлётов и посадок самолётов (в среднем 104 операции ежедневно), все рейсы в указанном периоде выполнялись военной авиацией и авиацией общего назначения.